# Bahnhof Berlin Grünbergallee
Der Bahnhof Grünbergallee ist ein Haltepunkt der S-Bahn Berlin in Berlin-Altglienicke. Er wurde 1962 eröffnet. Bereits zuvor war er ein Bahnhof am Güteraußenring.

## Der Bahnhof „Grünbergallee“ am Güteraußenring
An der Stelle des heutigen S-Bahnhofes wurde 1940 der Güteraußenring errichtet.
Der Beginn des Personen-Vorortverkehrs von Grünau nach Lichtenrade wurde für den 3. Juli 1948 angekündigt, fand jedoch erst am 26. Juli 1948 statt. Für den 3. August wurde auch die Eröffnung eines Haltepunktes „Schulzensiedlung“ angekündigt. Im ab 3. Oktober 1948 gültigen Kursbuch ist er unter diesem Namen enthalten, die Beilage zum Kursbuch weist jedoch darauf hin, dass dieser vorerst nicht in Betrieb sei. Im Kursbuch von 15. Mai 1949 ist der Haltepunkt dann erhalten, er erhielt den Namen „Grünbergallee“, teilweise auch in der Schreibung „Grünberg Allee“.
Nach der Inbetriebnahme des parallelen Berliner Außenrings 1951 wurde der Personenverkehr auf diesem Teil des Güteraußenrings bereits vor dem 1. März 1952 eingestellt. Ersatzweise sollte ein Bahnhof „Altglienicke“ an der neuen Strecke entstehen, dazu kam es jedoch nicht, dieser hätte auch die Leistungsfähigkeit der neuen Strecke eingeschränkt. So wurde die alte Strecke und mit ihr auch der Bahnhof Grünbergallee reaktiviert und vom 3. Oktober 1954 bis zum 31. Mai 1958 im Personenverkehr befahren.
Am 24. April 1959 wurde am inzwischen wieder stillgelegten Bahnhof die Abzweigstelle Grünbergallee (Aga) in Betrieb genommen. Hier zweigte ein neuerbautes, etwa 1,5 Kilometer langes Verbindungsgleis für den Güterverkehr zum Flughafen Schönefeld ab, das bis 1963 genutzt wurde und dann durch die am 3. September 1963 eröffnete Bahnstrecke Berlin-Grünau–Berlin Flughafen Schönefeld Süd ersetzt wurde.

## S-Bahnhof Grünbergallee
Als die 1962 eröffnete S-Bahn geplant wurde, war zunächst ein Bahnhof Falkenhöhe vorgesehen, der die beiden 1958 geschlossenen Bahnhöfe „Grünbergallee“ und „Schönefeld Siedlung“ ersetzen sollte. Schließlich wurde dieser doch an der Grünbergallee errichtet und erhielt wieder diesen Namen, „Schönefeld Siedlung“ wurde hingegen aufgegeben.
Der Bahnhof wurde 1962 auf Geländeniveau errichtet, eine Fußgängerbrücke verband den Bahnsteig mit den umliegenden Häusern. Eine Überdachung gab es zum damaligen Zeitpunkt nicht, diese wurde erst nach der Wende errichtet. Seitdem gibt es auch eine Rampe, womit der Bahnhof als barrierefrei gilt.

## Galerie

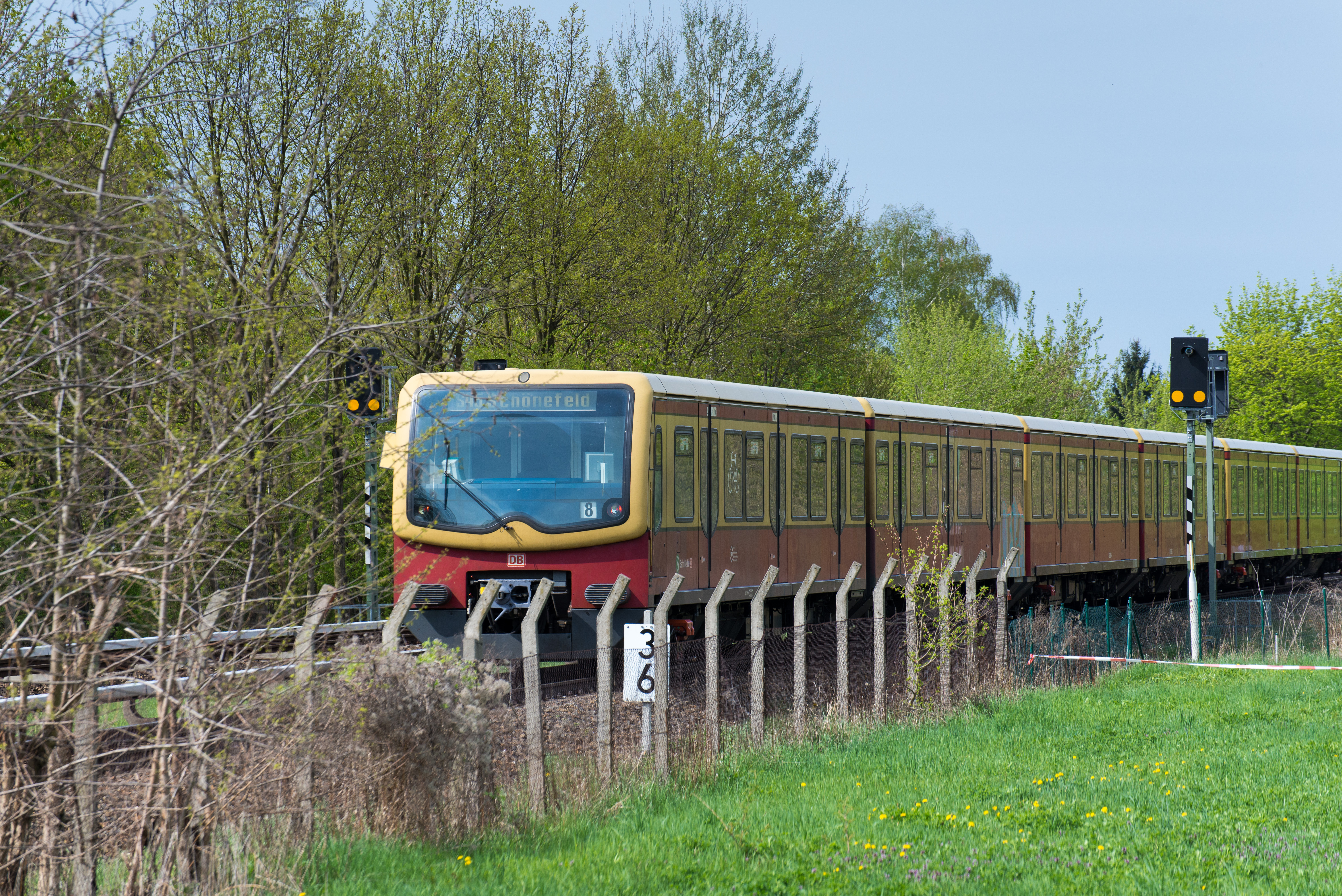
Ein Zug der Linie S45 nach der Ausfahrt
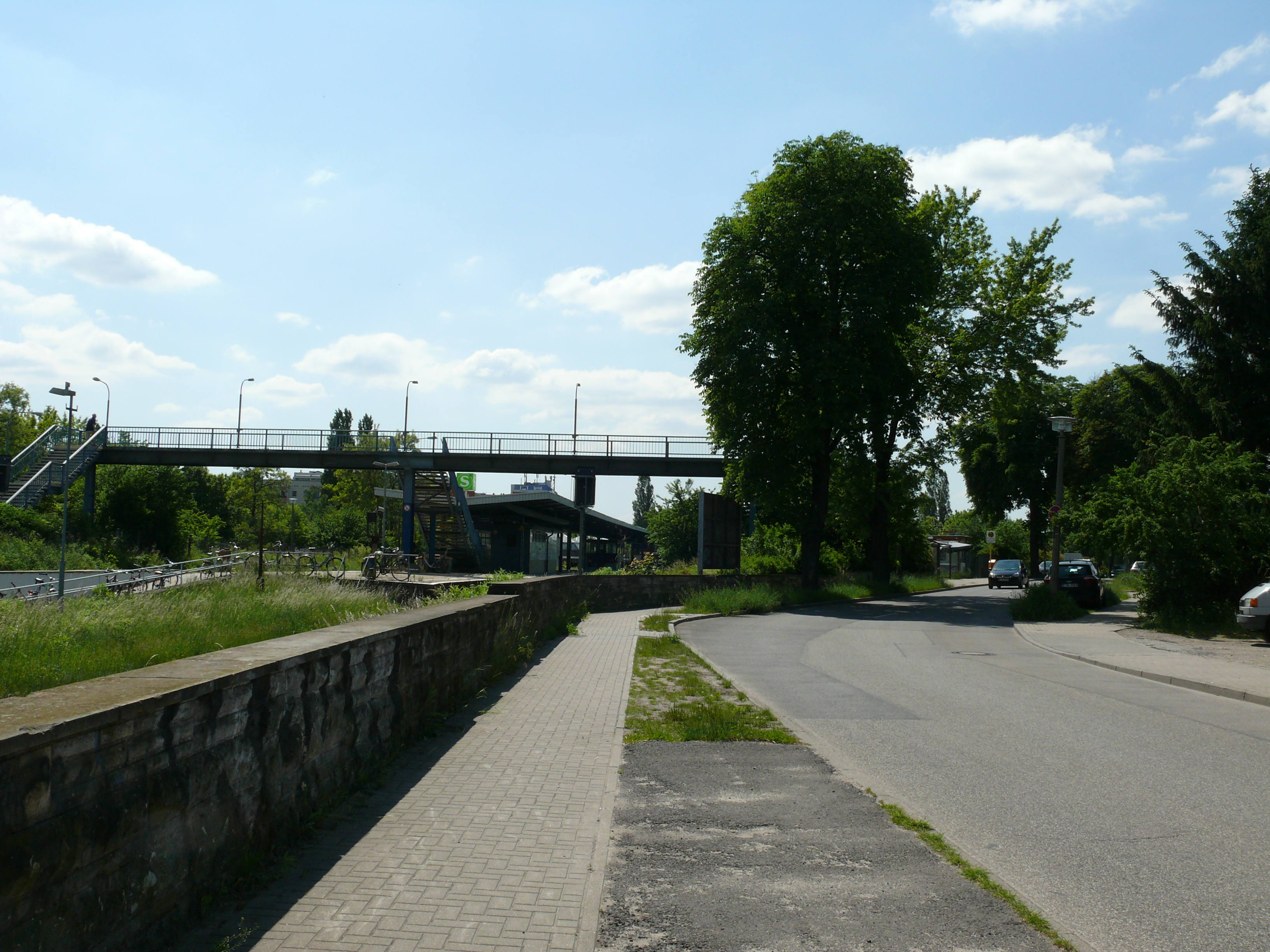
Bahnsteig (links) und Bushaltestelle der BVG (rechts)
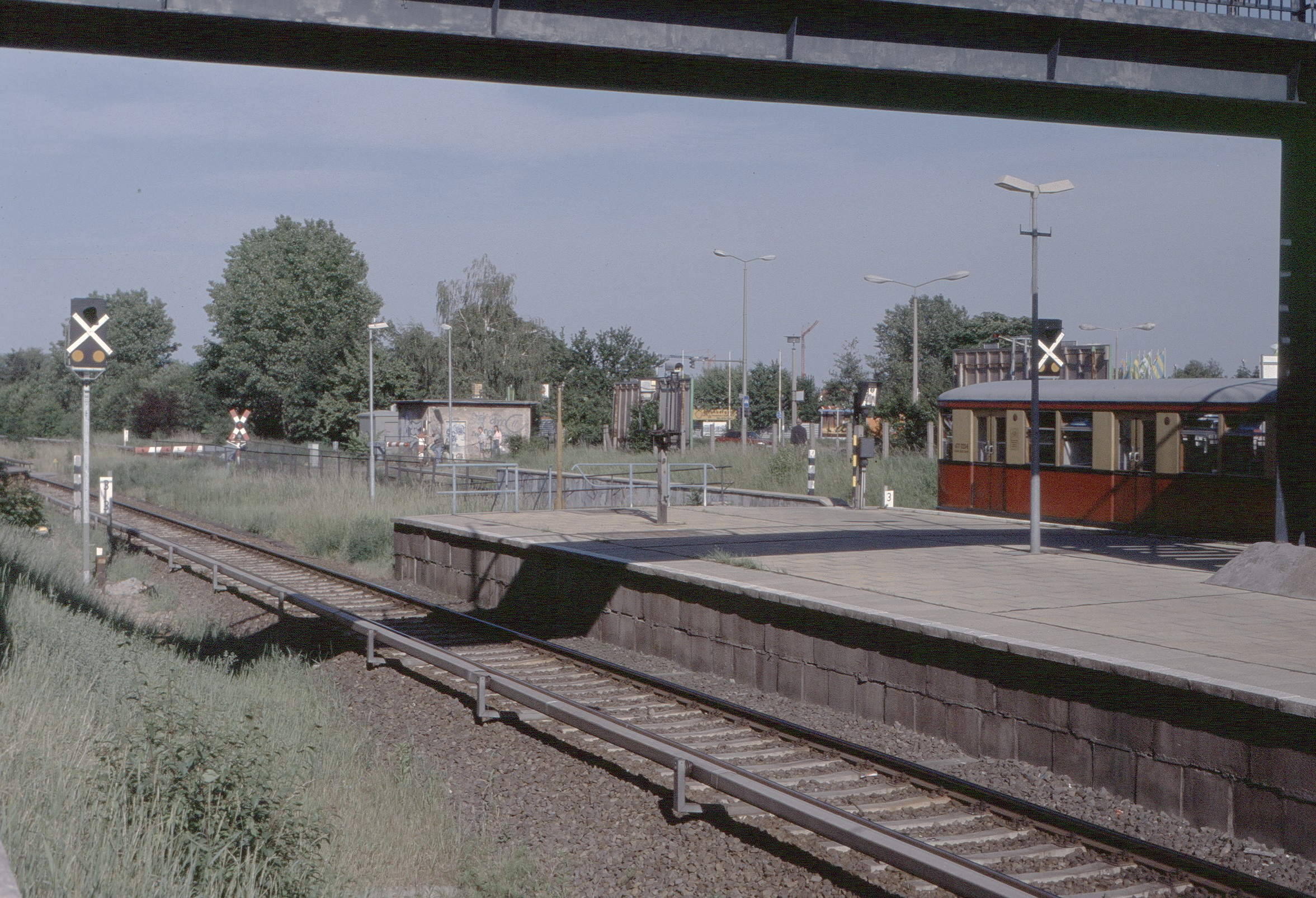
Ostkopf des Bahnhofs mit Zug der Baureihe 277, 2000
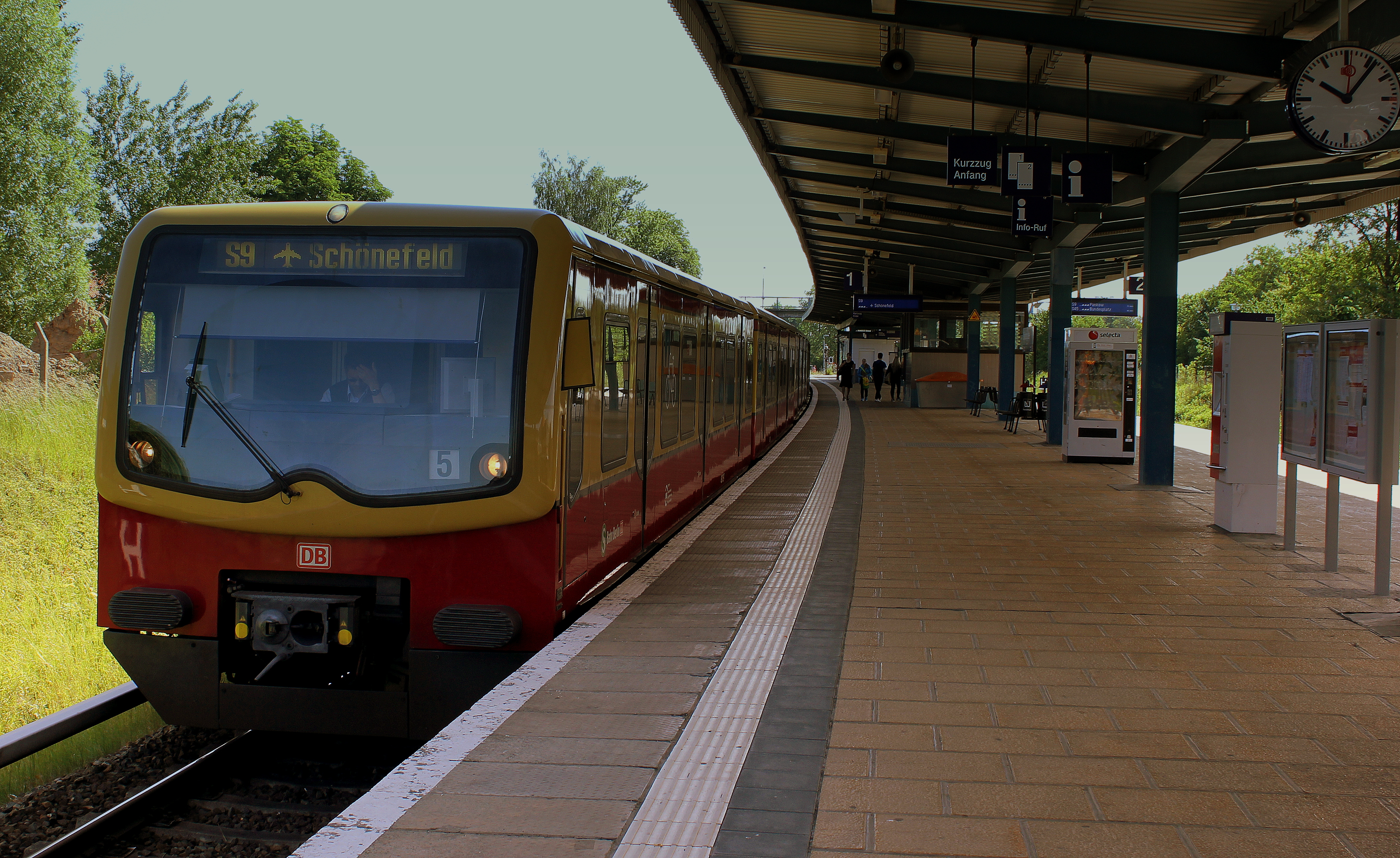
Bahnsteig, 2013
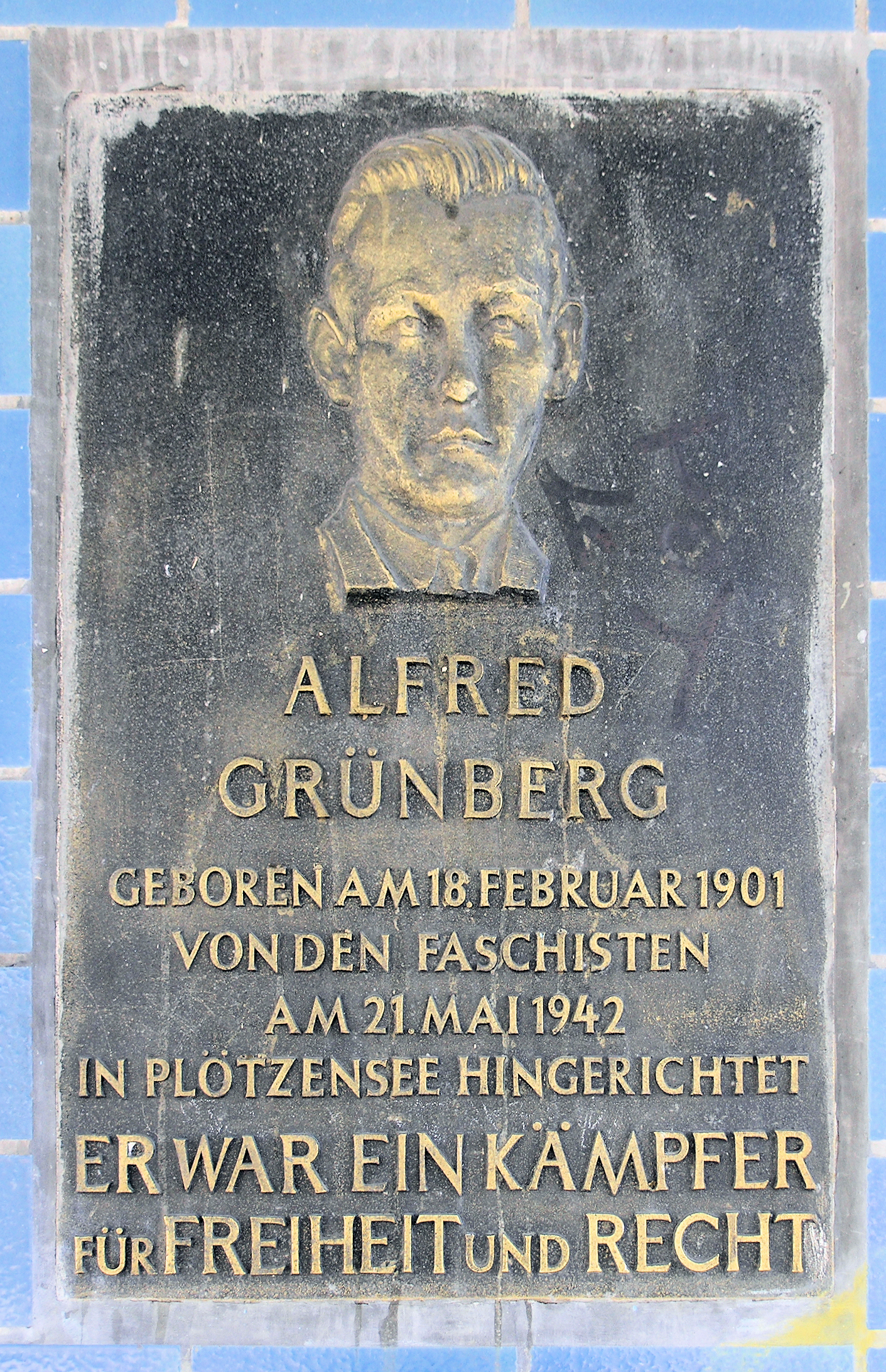
Gedenktafel für Alfred Grünberg

## Anbindung
Seit dem 14. Dezember 2014 hält der Bus 160 der Berliner Verkehrsbetriebe nicht mehr am Bahnhof, in wenigen Minuten Entfernung halten jedoch mit dem 163 und dem 734 zwei andere Buslinien. Eine weitere Umsteigemöglichkeit besteht nicht.
| Linie | Verlauf | Takt in der HVZ |
| ----- | --- | --------------- |
|       | Südkreuz – Tempelhof – Hermannstraße – Neukölln – Köllnische Heide – Baumschulenweg – Schöneweide – Johannisthal – Adlershof – Altglienicke – Grünbergallee – Schönefeld (bei Berlin) – Waßmannsdorf – Flughafen BER \|\| 20 min |                 |
|       | Spandau – Stresow – Pichelsberg – Olympiastadion – Heerstraße – Messe Süd – Westkreuz – Charlottenburg – Savignyplatz – Zoologischer Garten – Tiergarten – Bellevue – Hauptbahnhof – Friedrichstraße – Hackescher Markt – Alexanderplatz – Jannowitzbrücke – Ostbahnhof – Warschauer Straße – Treptower Park – Plänterwald – Baumschulenweg – Schöneweide – Johannisthal – Adlershof – Altglienicke – Grünbergallee – Schönefeld (bei Berlin) – Waßmannsdorf – Flughafen BER \|\| 20 min |                 |